# Grønlandsk kokleare
Grønlandsk kokleare (Cochlearia groenlandica) er en 5-30 cm høj plante i korsblomst-familien. Arten har aflange til spatelformede stængelblade. Blomsterne er hvide. Skulperne er elliptiske til næsten kugleformede. Skulper og grundblade varierer meget i form.
I Grønland findes grønlandsk kokleare i næsten hele landet på strandenge, strandbredder, på gødet bund ved fuglefjelde og bebyggelse samt i snelejer og på flydejord i indlandet.